# Sagittalata semeriai
Sagittalata semeriai är en insektsart som beskrevs av Poivre 1981. Sagittalata semeriai ingår i släktet Sagittalata och familjen fångsländor. Inga underarter finns listade i Catalogue of Life.